# 소니 엑스페리아 Z3+
소니 엑스페리아 Z3+는 소니 모바일 커뮤니케이션스에서 출시/판매되는 안드로이드 스마트폰이다.

## 운영체제/소프트웨어
안드로이드 5.0 롤리팝을 탑재했다.

## 외형 및 방수/방진
이전작에서 적출문제가 발생하였던 마그네틱단자가 사라지고 캡리스 방수 마이크로5핀 단자가 채용되었다.